# میکله بارتولی
میکله بارتولی (ایتالیایی: Michele Bartoli؛ زادهٔ ۲۷ مهٔ ۱۹۷۰) دوچرخه‌سوار اهل ایتالیا است.

## باشگاهی
از باشگاه‌هایی که در آن رکاب زده‌است می‌توان به ام‌جی مالیفیچو و تیم دوچرخه‌سواری ماپی اشاره کرد.
وی در مسابقات کشوری و بین‌المللی در مجموع برندهٔ ۲ مدال برنز شده‌است.